# Município Damba
Município Damba är en kommun i Angola.   Den ligger i provinsen Uíge, i den nordvästra delen av landet, 300 km nordost om huvudstaden Luanda.
I omgivningarna runt Município Damba växer huvudsakligen savannskog. Runt Município Damba är det glesbefolkat, med 19 invånare per kvadratkilometer.